# 裸狐鲣
裸狐鲣（学名：Gymnosarda unicolor），又稱裸鰆，俗名長翼，为鯖科裸狐鲣属的下的唯一一種。其种加词unicolor意为“单色的”。

## 分布

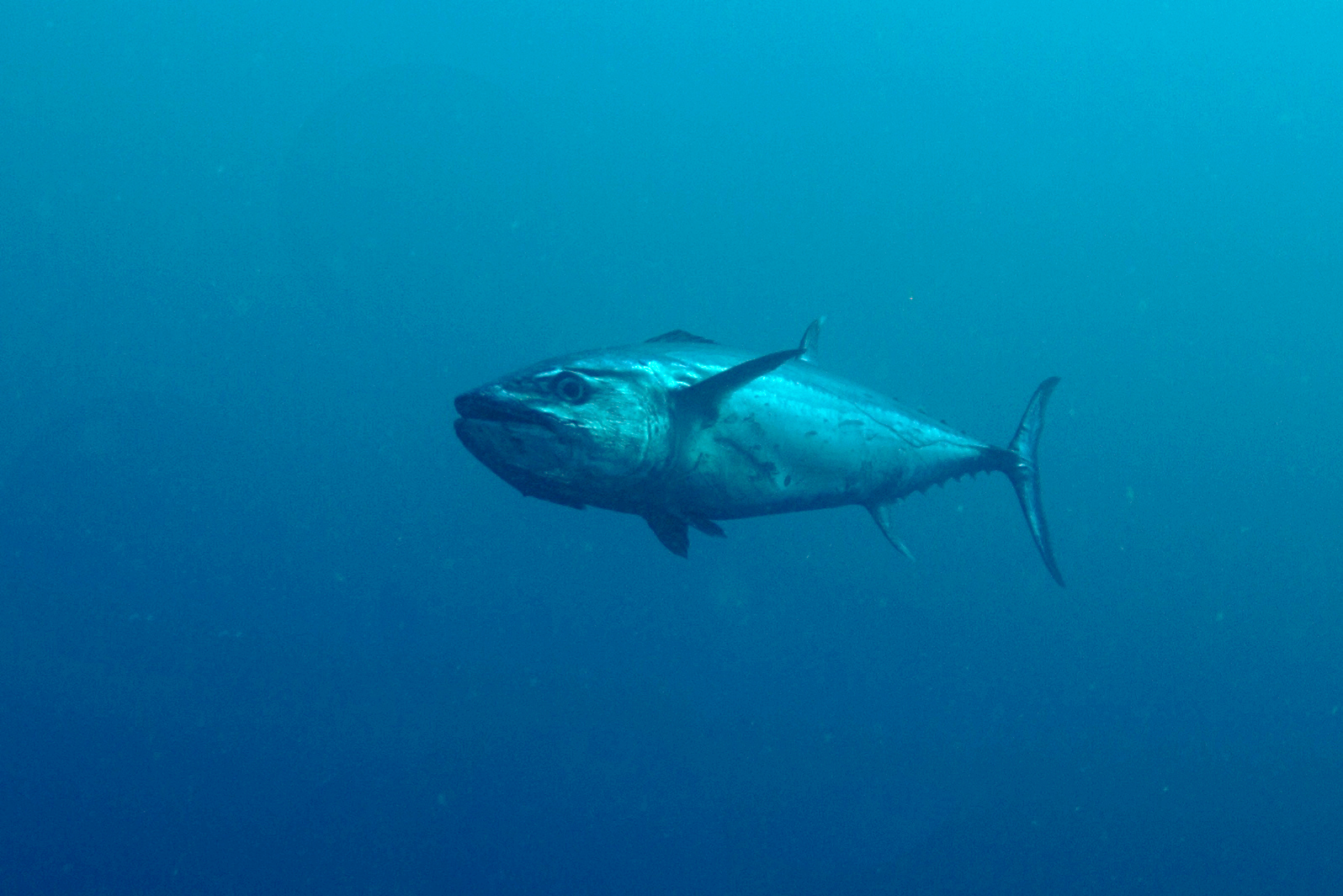
马尔代夫的一条裸狐鲣

本魚分布于印度太平洋区，包括南非、東非、紅海、葉門、模里西斯、馬達加斯加、葛摩、塞席爾群島、留尼旺、馬爾地夫、斯里蘭卡、印度、緬甸、安達曼群島、聖誕島、可可群島、中國、日本、韓國、台灣、菲律賓、越南、印尼、澳洲、斐濟、新喀里多尼亞、東加、吐瓦魯、密克羅尼西亞、薩摩亞群島、法屬波里尼西亞等海域。

## 深度
水深0至100公尺。

## 特徵
本魚體紡錘形，橫切面近圓形，兩背鰭幾乎相連，在第二背鰭後方有6至7個離鰭，而在臀鰭後方有6個離鰭。尾鰭末緣呈弧形凹入，側線完全，側線後半部呈波浪狀起伏，且在尾柄處和隆起的稜嵴相連。體背側呈藍紫色，腹部灰白色，身上無明顯花紋或斑點。上下頷均具尖銳犬齒，背鰭硬棘13至15枚；背鰭軟條12至14枚；臀鰭硬棘0枚；臀鰭軟條12至13枚；脊椎骨38個，體長可達248公分。

## 生態
本魚為沿岸中層洄游性魚類，常一大群一起出現，屬肉食性，主要以小魚為食。

## 經濟利用
為美味的食用魚，屬經濟魚種，可煮湯、鹽燒或製成罐頭，有雪卡魚中毒之紀錄。

## 外部連結
- . ITIS.   [18 April 2006].
- Sealife Collection網站提供的裸狐鲣的圖片